# Nierówność Bonsego
Nierówność Bonsego – twierdzenie ustalające zależność między kwadratem liczby pierwszej a iloczynem liczb pierwszych mniejszych od tej liczby.
Dla każdego {\displaystyle n>4} zachodzi:
{\displaystyle {p_{n}}^{2}<p_{1}\cdot p_{2}\cdot p_{3}\ldots p_{n-1}=2\cdot 3\cdot 5\cdot 7\cdot 11\cdot \ldots \cdot p_{n-1}.}
Przykładowo:
{\displaystyle 121=11^{2}<2\cdot 3\cdot 5\cdot 7=210}
{\displaystyle 169=13^{2}<2\cdot 3\cdot 5\cdot 7\cdot 11=2310}
{\displaystyle 289=17^{2}<2\cdot 3\cdot 5\cdot 7\cdot 11\cdot 13=30030}
Zależność odkryta i udowodniona przez H. Bonsego w roku 1907,